# Darreh Hovān
Darreh Hovān (persiska: درّه هوان) är en ort i Iran.   Den ligger i provinsen Kurdistan, i den nordvästra delen av landet, 400 km väster om huvudstaden Teheran. Darreh Hovān ligger 1 815 meter över havet och antalet invånare är 269.
Terrängen runt Darreh Hovān är huvudsakligen kuperad, men söderut är den bergig.Runt Darreh Hovān är det ganska glesbefolkat, med 50 invånare per kvadratkilometer. Närmaste större samhälle är Qahrābād, 12,8 km norr om Darreh Hovān. Trakten runt Darreh Hovān består i huvudsak av gräsmarker.